# Pastorale (Battaglia)
Pastorale is het derde muziekalbum dat Stefano Battaglia opnam voor ECM Records. Het album is opgenomen in Artesound Studio in Udine. Battaglia werkte de voorgaande opnamen met meerdere musici samen, op dit album is nog slechts één musicus ingeschakeld; de percussionist Michele Rabbia. De muziek balanceert op de scheidslijnen tussen jazz, ambient en experimentele muziek uit de klassieke muziek. De deels gecomponeerde en deels improvisatie waarin de dynamiek een belangrijke rol speelt past qua klassieke muziek in de traditie van John Cage, vanwege het gebruik van de prepared piano en Morton Feldman de uitgestraalde rust en stilten (van beide).  Het titelstuk is gebaseerd op het sonnet 1/12 uit Die Sonette an Orpheus van Rainer Maria Rilke.

## Musici
- Stefano Battaglia – piano
- Michele Rabbia – percussie, elektronica

## Tracklist
Allen van Battaglia en Rabbia, tenzij anders aangegeven

| Nr. | Titel                                                     | Duur |
| --- | --------------------------------------------------------- | ---- |
| 1.  | Antifonia libera (Battaglia; opgedragen aan Enzo Bianchi) | 6:28 |
| 2.  | Metaphysical consolations                                 | 5:59 |
| 3.  | Monasterium                                               | 3:55 |
| 4.  | Oracle                                                    | 2:28 |
| 5.  | Kursk Requiem                                             | 3:58 |
| 6.  | Cantar del mar                                            | 8:05 |
| 7.  | Spirits of Myths                                          | 4:50 |
| 8.  | Pastorale (Battaglia)                                     | 7:00 |
| 9.  | Sundance in Balkh                                         | 5:50 |
| 10. | Tanztheater (in memoriam Pina Bausch)                     | 9:48 |
| 11. | Vessel of magic                                           | 2:56 |